# Campionato sudafricano di Formula 1 1972
La stagione 1972 del Campionato sudafricano di Formula 1 fu la tredicesima della serie. Partì l'8 gennaio e terminò il 21 ottobre, dopo 12 gare. Il campionato venne vinto da Dave Charlton su Lotus-Ford Cosworth.

## La pre-stagione

### Il calendario
| Gara | Gran Premio                              | Circuito                                       | Giri | Lunghezza          | Data         |
| ---- | ---------------------------------------- | ---------------------------------------------- | ---- | ------------------ | ------------ |
| 1    | Cape South Easter Trophy                 | Killarney Motor Racing Complex, Città del Capo | 60   | 60x3,267=196,02 km | 8 gennaio    |
| 2    | Highveld 100                             | Circuito di Kyalami                            | 40   | 40x4,094=163,76 km | 29 gennaio   |
| 3    | Coronation 100                           | Circuito di Roy Hesketh, Pietermaritzburg      | 60   | 60x2,901=174,06 km | 3 aprile     |
| 4    | Goldfields Autumn Trophy                 | Circuito di Goldfields                         | 40   | 40x4,168=166,72 km | 22 aprile    |
| 5    | Bulawayo 100                             | Circuito di Bulawayo                           | 40   | 40x4,079=163,16 km | 14 maggio    |
| 6    | South African Republican Festival Trophy | Circuito di Kyalami                            | 40   | 40x4,094=163,76 km | 3 giugno     |
| 7    | Natal Winter Trophy                      | Circuito di Roy Hesketh, Pietermaritzburg      | 60   | 60x2,901=174,06 km | 2 luglio     |
| 8    | Rand Winter Trophy                       | Circuito di Kyalami                            | 40   | 40x4,094=163,76 km | 5 agosto     |
| 9    | False Bay 100                            | Killarney Motor Racing Complex, Città del Capo | 50   | 50x3,267=163,35 km | 26 agosto    |
| 10   | Gran Premio della Rhodesia               | Circuito di Bulawayo                           | 40   | 40x4,079=163,16 km | 10 settembre |
| 11   | Rand Spring Trophy                       | Circuito di Kyalami                            | 40   | 40x4,094=163,76 km | 30 settembre |
| 12   | Welkom 100                               | Circuito di Goldfields                         | 40   | 40x4,168=166,72 km | 21 ottobre   |

## Risultati e classifiche

### Risultati
| Gara | Circuito    | Pole Position | GPV           | Vincitore     | Vettura               |
| ---- | ----------- | ------------- | ------------- | ------------- | --------------------- |
| 1    | Killarney   | Dave Charlton |               | Dave Charlton | Lotus-Ford Cosworth   |
| 2    | Kyalami     | Dave Charlton | Dave Charlton | Dave Charlton | Lotus-Ford Cosworth   |
| 3    | Roy Hesketh | Dave Charlton | Dave Charlton | Dave Charlton | Lotus-Ford Cosworth   |
| 4    | Goldfields  | John McNicol  |               | Eddie Keizan  | Surtees-Ford Cosworth |
| 5    | Bulawayo    | Dave Charlton |               | Dave Charlton | Lotus-Ford Cosworth   |
| 6    | Kyalami     | Dave Charlton |               | Dave Charlton | Lotus-Ford Cosworth   |
| 7    | Roy Hesketh | John McNicol  | John Love     | John Love     | Brabham-Ford Cosworth |
| 8    | Kyalami     | Dave Charlton | Dave Charlton | Dave Charlton | Lotus-Ford Cosworth   |
| 9    | Killarney   | Dave Charlton | Dave Charlton | Dave Charlton | Lotus-Ford Cosworth   |
| 10   | Bulawayo    | Dave Charlton | Dave Charlton | John Love     | Brabham-Ford Cosworth |
| 11   | Kyalami     | Dave Charlton |               | Dave Charlton | Lotus-Ford Cosworth   |
| 11   | Goldfields  | Dave Charlton |               | Dave Charlton | Lotus-Ford Cosworth   |

### Classifica Piloti
Vengono assegnati punti secondo lo schema seguente:
| Punti | 9 | 6 | 4 | 3 | 2 | 1 |

| Pos | Pilota           | CSE | HIG | COR | GAT | BUL | SAR | NWT | FWT | FAB | RHO | RST | WEL | Punti |
| --- | ---------------- | --- | --- | --- | --- | --- | --- | --- | --- | --- | --- | --- | --- | ----- |
| 1   | Dave Charlton    | 1   | 1   | 1   | Rit | 1   | 1   |     | 1   | 1   | Rit | 1   | 1   | 81    |
| 2   | John Love        | NP  | Rit | 2   | NP  | Rit | Rit | 1   | 2   |     | 1   | 2   | 2   | 42    |
| 3   | Eddie Keizan     | 4   | 4   | 5   | 1   | 5   | 3   | Rit | 4   | 2   | 3   | 6   | 4   | 40    |
| 4   | Paddy Driver     | Rit | Rit | Rit | 2   | 2   | 2   | 2   | 3   | SQ  | Rit | 5*  | 3   | 34    |
| 5   | John McNicol     | Rit | Rit | 3   | 4   | 3   | 5   | 4   | Rit | 3   | 2   | 3   | 5   | 32    |
| 6   | Jackie Pretorius |     |     | 4   | Rit | 4   | 4   | 3   | NP  | SQ  | 4   | 4   |     | 19    |
| 7   | Peter de Klerk   | 2   | 2   | Rit | Rit | NP  | Rit | NP  |     |     |     |     |     | 12    |
| 8   | Kipp Ackermann   | 3   | 5   | 6   | Rit | 6   | Rit | NP  | Rit |     |     | Rit | 6   | 9     |
| 9   | Joe Domingo      |     |     | Rit | 3   | Rit | NP  | Rit | 7   | 5   | 6   | Rit | Rit | 7     |
| 10  | Mike Domingo     | NP  | Rit | 7*  | Rit | 7   | 6   | Rit | 6   | 4   | Rit | Rit | 7   | 5     |
| 11  | Willie Ferguson  |     | 3   |     |     |     | NP  |     |     |     |     |     |     | 4     |
| 12  | Meyer Botha      |     |     |     |     |     |     |     | 5   | Rit |     |     |     | 2     |
| 12  | Guy Tunmer       |     |     |     |     |     |     |     |     |     | 5   | NP  |     | 2     |
| 14  | Harold Rosenberg |     | NP  | NP  | Rit |     | Rit |     | 8   |     |     |     | Rit | 0     |
| 14  | Bryan Meano      |     |     | 8   |     |     |     |     |     |     |     |     |     | 0     |
|     | Noddy Limberis   | Rit |     |     |     |     |     |     |     |     |     |     |     | -     |
|     | Richard Sterne   |     |     |     |     |     | Rit | Rit | Rit | NP  |     |     |     | -     |
|     | Fred Cowell      |     |     |     |     |     |     |     |     |     |     | Rit | NP  | -     |
| Pos | Pilota           | CSE | HIG | COR | GAT | BUL | SAR | NWT | FWT | FAB | RHO | RST | WEL | Punti |

| Colore  | Risultati                                                         |
| ------- | ----------------------------------------------------------------- |
| Oro     | Vincitore                                                         |
| Argento | 2º posto                                                          |
| Bronzo  | 3º posto                                                          |
| Verde   | Finita, a punti                                                   |
| Blu     | Finita, senza punti Finita, non classificato (NC)                 |
| Viola   | Non finita (Rit)                                                  |
| Rosso   | Non qualificato (NQ) Non pre-qualificato (NPQ)                    |
| Nero    | Squalificato (SQ)                                                 |
| Bianco  | Non partito (NP)                                                  |
| Celeste | Disputa solo le prove (SP)                                        |
| Celeste | Iscritto alle prove libere - Terzo pilota (TP) - dal 2003 al 2006 |
| Vuoto   | Non prende parte alle prove (NPR)                                 |
| Vuoto   | Iscritto ma non presente, non arrivato (NA)                       |
| Vuoto   | Ritirato prima dell'evento (WD)                                   |
| Vuoto   | Infortunato (INF)                                                 |
| Vuoto   | Escluso (ES)                                                      |
| Vuoto   | Gara cancellata (C)                                               |